# Július Schubert
Július Schubert (12. prosince 1922 Budapešť – 4. května 1949 Superga, Itálie) byl slovenský fotbalový útočník a reprezentant Československa. V československé reprezentaci odehrál v roce 1948 dvě utkání a dal jeden gól. Hrál za ŠK Slovan Bratislava a AC Torino. S Turínem získal italský titul. Zahynul při leteckém neštěstí fotbalistů Turína; Schubert byl jediným ze zaniklých hráčů, který nevysvětlitelně neměl během pohřbu v Turíně přítomnost příbuzných a přátel, stejně jako se žádný příbuzný nikdy neaktivoval pro případnou repatriaci jeho těla; v důsledku toho byl pohřben na monumentálním hřbitově v Turíně spolu se 7 svými padlými kamarády.

## Prvoligová bilance
| Ročník                               | Zápasy | Góly | Minuty | Klub                |
| ------------------------------------ | ------ | ---- | ------ | ------------------- |
| 1. maďarská liga 1945                | 8      | 4    | –      | Ganz-MÁVAG SE       |
| 1. maďarská liga 1945/1946           | 32     | 34   | –      | Kőbányai Barátság   |
| Státní liga 1946/1947                | 20     | 7    | 1800   | ŠK Bratislava       |
| Státní liga 1947/1948                | 19     | 11   | 1710   | ŠK Bratislava       |
| Státní liga 1948                     | 3      | 0    | 270    | Sokol NV Bratislava |
| Serie A 1948/1949                    | 5      | 1    | –      | AC Torino           |
| CELKEM Fotbalová liga Československa | 42     | 184  | –      |                     |
| CELKEM 1. maďarská liga              | 40     | 38   | –      |                     |
| CELKEM Serie A                       | 5      | 1    | –      |                     |